# Littérature baroque

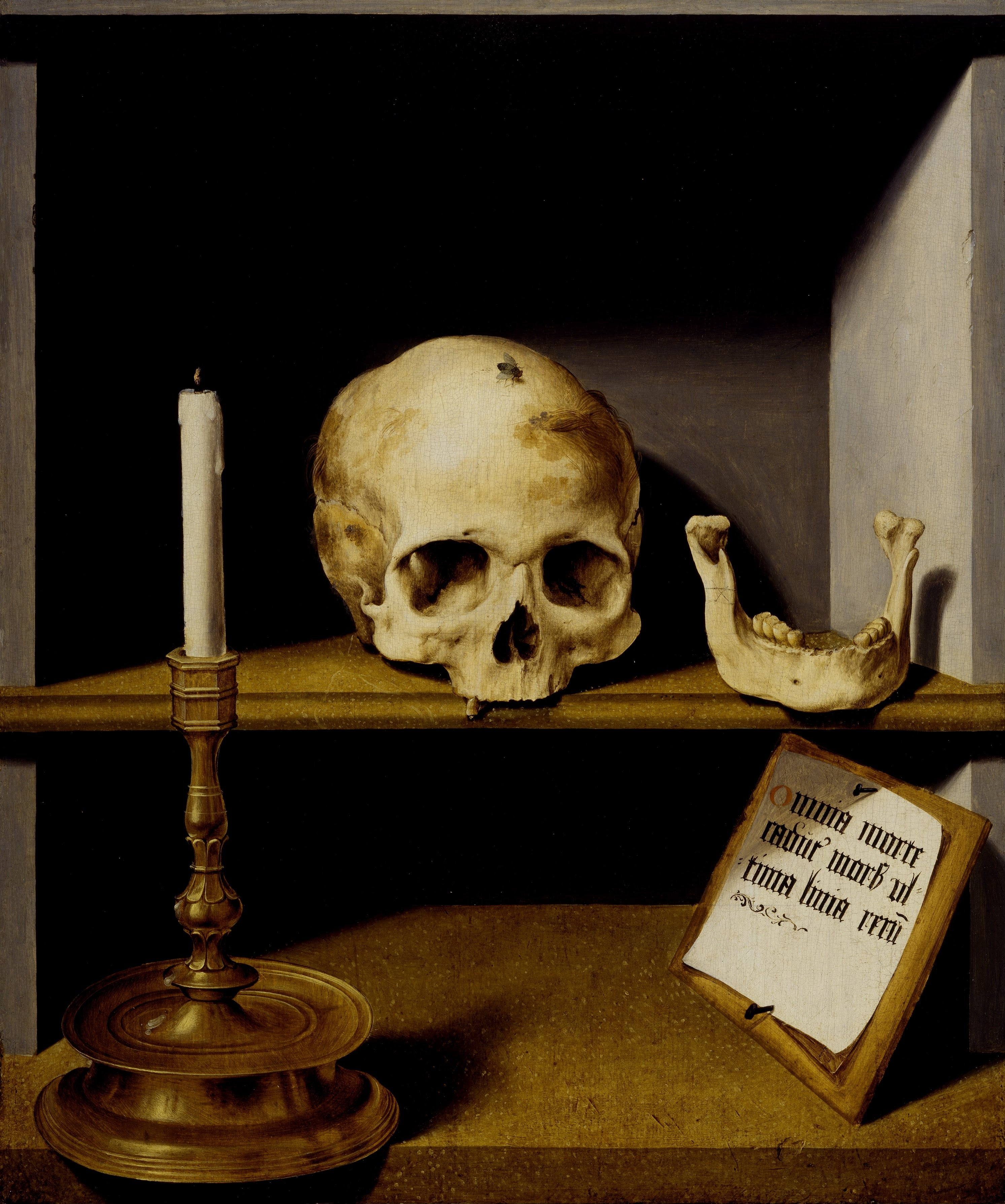
Vanité, thème baroque. Huile sur toile de Bartholomaeus Bruyn le Vieux (1524).

La littérature baroque est l'ensemble des textes appartenant à l'esthétique baroque, mouvement artistique européen qui trouve son développement entre la fin du XVIe siècle et le milieu du XVIIe siècle. Ces textes se caractérisent par la recherche d'effets ostentatoires et le thème de l'inconstance du monde. Elle voit se développer un théâtre à machines et où le thème de l'illusion est central, une grande poésie lyrique, l'art de la nouvelle et de nouvelles formes romanesques. 

## Historique
Le mouvement baroque apparaît à la fin du XVIe siècle et se termine autour du milieu du XVIIe siècle.
Bien que lié dès l'origine à la Contre-Réforme, le mouvement littéraire baroque trouve une sphère d'influence plus large, notamment en France. On distingue d’un côté les écrivains protestants comme Théodore Agrippa d'Aubigné et de l'autre les écrivains catholiques comme Honoré d'Urfé et Pierre Corneille ou encore ceux qui se reconvertissent tels Jean de Sponde et Théophile de Viau. En Espagne, le courant baroque est représenté entre autres par Pedro Calderón de la Barca et Lope de Vega. Andreas Gryphius et Martin Opitz sont ses représentants les plus illustres en Allemagne, comme Giambattista Marino en Italie (son nom a d'ailleurs donné naissance au terme de « marinisme »). En Angleterre, on trouve une empreinte importante du baroque dans l'euphuisme comme dans certaines pièces de William Shakespeare sur le plan thématique et formel.
Mais si le style baroque fut réputé de son temps, on ne le redécouvrit que vers la fin de la Seconde Guerre mondiale pour l’art, et dans les années 1930 pour la littérature, avec le livre d'Eugenio d'Ors, Du baroque, puis dans son sillage avec les travaux de nombreux historiens de la littérature comme ceux de Jean Rousset dans les années 1950.
Le baroque émerge dans une période de crise (en l'occurrence, les guerres de religion) et prend place dans une époque métamorphosée par les grandes découvertes (les Amériques) et le progrès technique (l'invention de la boussole). Cette époque est aussi bouleversée par la finalité de certaines études scientifiques : celles entre autres de Nicolas Copernic et de Galilée qui prouvent que la terre n'est pas au centre de l'univers. Le mouvement baroque s’oppose au classicisme. Pour utiliser des concepts nietzschéens, on pourrait assimiler le baroque à un élan « dionysiaque » (lié à l'instable, à l'excès, aux sens et à la folie), opposé au mouvement « apollinien » (tourné vers le rationnel, l'intellect, l'ordre et la mesure) du classicisme.

### Le baroque littéraire
Reprenant le caractère du maniérisme, ce courant privilégie l'émotion et le sensible à l'intellect ou au rationnel. Comme en musique, en architecture et en peinture, le baroque en littérature se centre sur l'effet et l'ostentation. Il offre des lieux communs représentatifs : mélanger les contraires (le réel et l'illusoire, le grotesque et le sublime, le mensonge et la vérité) ; développer l’imaginaire ; faire appel aux allégories ; exprimer les sentiments et les sensations ; retranscrire avec une abondance de détails couleurs, formes, saveurs et parfums. La mort est un thème central dans les œuvres baroques, intimement liée au domaine de l'évasion, de la mythologie et de la féerie. L'esthétique baroque revendique son exubérance, son foisonnement et sa surcharge ornementale. L'écriture est dominée par l'alambique rhétorique et la multiplication de figures de style comme la métaphore. Le recours à l'hyperbole et au néologisme est également notable. Jouant sur le motif des identités multiples, le théâtre et le roman mettent en scène des personnages polyvalents, doubles et mystérieux « portant un masque » (ex : Dom Juan avec une duplicité acharnée). Le théâtre est le lieu de l'illusion par excellence. Il accentue l'effet d'artifice par de fréquents changements d’intrigues comme dans L'Illusion comique de Pierre Corneille. Dans les romans, les intrigues sont également digressives, changeantes ou multiples (recours aux récits enchâssés, à l'analepse etc.). Cela en fait des exemples célèbres de romans à tiroirs. On distingue de nombreux types de romans baroques parmi lesquels le roman pastoral qui se situe dans un monde idéalisé (le plus souvent une antiquité fantasmée comme la Gaule de L'Astrée). Le roman picaresque est quant à lui à mi-chemin entre idéal, rocambolesque et réalité sociale du tournant du XVIe siècle. En France, le roman baroque évolue vers la préciosité avec Honoré d'Urfé et Madeleine de Scudéry entre autres.
La récurrence de thèmes est importante : inconstance, illusion, figures minérales, métamorphose, travestissement ou déguisement, rêve, songe (La vie est un songe de Calderón de La Barca), sommeil, miroir, double, corps humain ou encore vanité des choses (« Vanité des vanités, tout n’est que vanité »). La théâtralité et l'artificialité sont aussi des motifs clés. Une place primordiale est accordée au décor et le rappel de la fiction à sa nature d'artifice est courant. Les productions baroques usent de manière régulière de la mise en abîme.
Elles ont souvent pour sujet la mise en scène d'un simulacre. De fait, elles cherchent à faire de l'existence un petit théâtre des apparences, de l'instable et de l'éphémère d'où sort l'angoisse de la mort que seule la religion peut, par moments et selon les auteurs, pallier. L'écrivain baroque se veut didactique. Il se voit tiraillé entre la promotion du progrès scientifique et technique de son époque et le rejet d'un monde de violence et de fausses apparences. Baltasar Gracián, l'un des grands représentants de la littérature baroque espagnole, fait l'éloge de l'ostentatoire, perçu comme une manière de constater un défaut de réalité dès que l'apparence s'efface. De fait, l'artifice triomphe selon lui systématiquement sur le naturel.
En poésie, le lyrisme amoureux s'épanouit (notamment avec Scalion de Virbluneau, sieur d'Ofayel et Louvencourt, seigneur de Vauchelles), et on assiste au développement du sonnet et des odes pindariques ou anacréontiques, avec des poètes extrêmement originaux qui se distinguent grâce à leur esprit libertin comme Tristan L'Hermite, Marc-Antoine Girard de Saint-Amant et Théophile de Viau, considérés comme des libres penseurs qui refusent les dogmes et les principes. Certains poètes associés à l'ère baroque, à l'instar de Paul Scarron, s'adonnent également à un genre parodique dit « burlesque ». Il s'agit d'un registre irrévérencieux, ridiculisant les modèles littéraires dominants comme l'épopée. Les figures mythologiques de l'antiquité sont mises en scène dans des postures peu avantageuses, ce qui est particulièrement sensible dans Le Virgile travesti. Ces représentations subversives sont inspirées des figures métamorphiques, difformes et hybrides de la Domus aurea romaine, considérée comme le lieu de naissance de l'art grotesque.
En Europe et plus particulièrement en Espagne, deux modèles poétiques se distinguent sur le plan esthétique : le cultisme, représenté par Luis de Góngora, qui se caractérise par une syntaxe profuse multipliant les niveaux de construction (mélange des registres, phrases labyrinthiques etc.), une extrême préciosité de la langue et un excès de figures de style et le conceptisme auquel se rattache Francisco de Quevedo, sensible à la complexité de pensée mais promouvant une écriture plus synthétique, précise et ramassée. Ces deux modèles se rejoignent néanmoins par des recherches de style, des innovations linguistiques et des jeux sur la forme et le sens des mots. En Angleterre, John Donne s'apparente et s'oppose simultanément à ces conceptions par le développement d'une poésie métaphysique. Ce courant prône une plus grande rigueur de composition, une versification savante et des traits d'esprit plus ou moins complexes. Se dégage alors une certaine pureté du langage poétique, tourné vers l'intellect et non vers l'émotion. En France, avec la création des académies royales et l'arrivée du classicisme, des règles de mesure, d'harmonie et de beauté par un travail de l'esprit dénigrent le baroque littéraire. Ce dernier est systématiquement défini comme un genre hybride, bizarre et boursouflé, entre le grotesque satisfait et le ridicule redondant.
La tendance sombre prise par certaines productions baroques (notamment les pièces de Shakespeare Macbeth et Hamlet, peuplés de sorcières, de fantômes et de terres médiévales maléfiques) influencent une évolution particulière du mouvement dit « baroque noire » qui nourrira les thèmes et l'esthétique, aux siècles suivants, d'auteurs comme le Marquis de Sade mais également du roman gothique et de certains écrivains romantiques.

## Une sélection d'écrits baroques en français
- Agrippa d'Aubigné (1552-1630)
  - Les Aventures du baron de Faenete (1617, 1619, 1630)
- Béroalde de Verville (1556-1626)
  - Le Moyen de parvenir (v.1610)
- François du Souhait (v.1570/1580-1617)
  - Histoires comiques (1612)
- Molière d'Essertine (v.1600-1624)
  - Semaine amoureuse (1620)
- Charles Sorel (1602-1674)
  - L'histoire comique de Francion (1622)
  - Nouvelles françoises (1623)
  - Le Berger extravagant (1627)
- Jean de Lannel (v.1550-v.1630)
  - Le Roman satyrique (1624)
- André Mareschal
  - La Chrysolite (1627)
- Paul Scarron (1610-1660)
  - Virgile travesti (1648-1653)
  - Le Roman comique (1651-1657)
- Cyrano de Bergerac (Hector Savinien) (1619-1655)
  - Histoire comique des Etats et Empires de la Lune (1657)
  - Histoire comique des Etats et Empires du Soleil (1662)